# Park Hallera w Dąbrowie Górniczej
Park Hallera - park leży na byłych terenach kopalni Reden, która stopniowo została zasypana.
Przez wiele lat znajdował się w parku basen miejski. W 2004 roku w parku została wybudowana Hala Widowiskowo-Sportowa "Centrum", a w 2005 roku otwarto Park Wodny Nemo. W latach 2004–2005 park gruntownie odnowiono. Poprawiono alejki. Posadzono młode drzewka.
W parku odbywają się różne imprezy. Głównie są w nim obchodzone Dni Dąbrowy Górniczej.

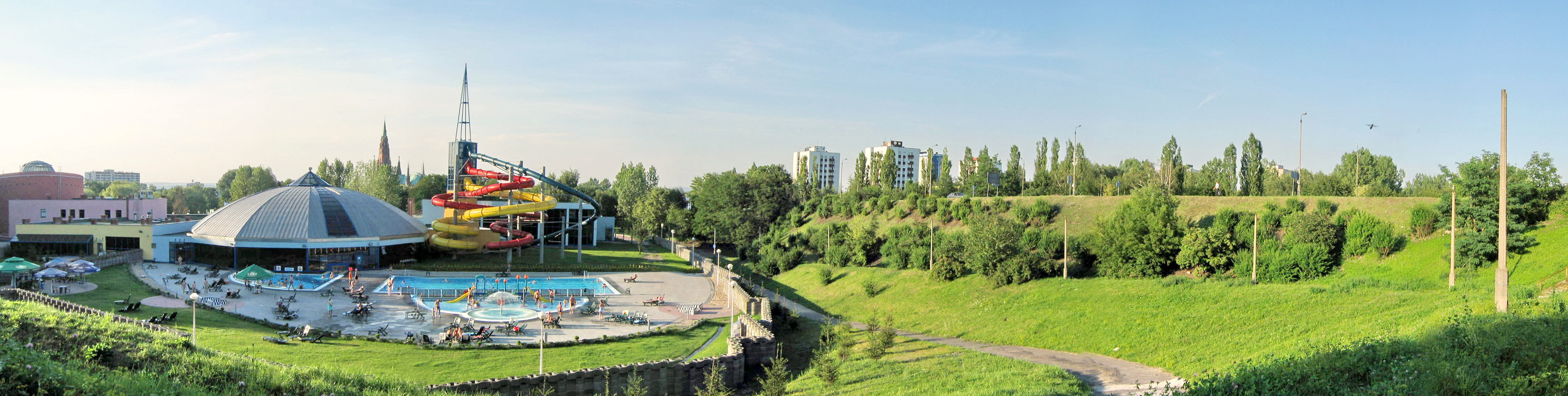
Park Wodny Nemo